# Bit znaku
Bit znaku – bit występujący w dwójkowym zapisie liczb, świadczący o jej znaku. Zwykle wartość 1 oznacza liczbę ujemną lub niedodatnią, a 0 – nieujemną. Występuje w większości powszechnie stosowanych sposobów zapisu liczb na bitach, dopuszczających zarówno liczby dodatnie jak i ujemne. Najczęściej występuje na najbardziej znaczącej pozycji.